# Leo Ascher

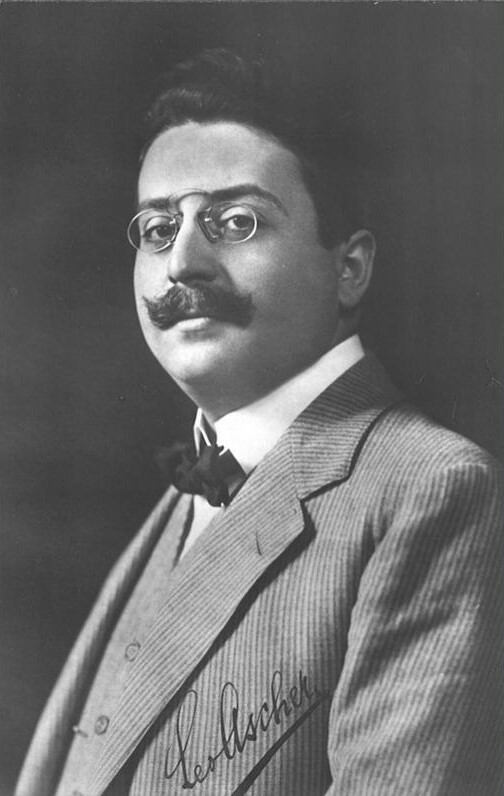
Leo Ascher, 1917

Leo Ascher (geboren 17. August 1880 in Wien, Österreich-Ungarn; gestorben 25. Februar 1942 in New York) war ein österreichischer Komponist und Jurist.

## Leben
Leo Ascher, Sohn des jüdischen Schirmfabrikanten Moritz Ascher und der Eva Friedenthal. Er hatte zwei Schwestern, sein Bruder Adolf Arnold Ascher (1867–1938) wurde von den Nationalsozialisten ermordet. Ascher studierte Klavier am Konservatorium für Musik in Wien bei Hugo Reinhold und Louis Thern, Komposition bei Robert Fuchs und Franz Schmidt. Außerdem studierte er Recht und promovierte 1904 an der Universität Wien zum Doktor der Rechte. Seine erste Operette Vergelt’s Gott wurde 1905 uraufgeführt. Von 1905 bis 1932 komponierte er über 30 Operetten.
1909/1910 war Ascher gemeinsam mit Béla Laszky musikalischer Leiter des Cabaret Fledermaus. In den 1920er Jahren begann Ascher Volkslieder und Filmmusik zu schreiben. Nachdem er in der Reichskristallnacht verhaftet wurde, emigrierte er nach seiner Entlassung noch im Jahr 1938 über Frankreich und England nach New York, wo er seit 1939 mit seiner Frau und Tochter als Jurist für Urheberrechtsangelegenheiten lebte. Obwohl seine Werke auch unter den Nationalsozialisten aufgeführt wurden, erhielt er dafür keine Tantiemen. So lebte er in den letzten Lebensjahren in ärmlichen Verhältnissen. Verfasst hat er in dieser Zeit patriotische Lieder und Unterrichtsliteratur für Kinder.
Ascher war mit Louise Frankl (1872–1952) verheiratet, ihre Tochter ist die Schriftstellerin Franzi Ascher-Nash.
Sein künstlerischer Nachlass wird im Leo Ascher Centre of Operetta Music in der Millersville University of Pennsylvania aufbewahrt. Briefe, Bilder, Manuskripte und Notendrucke sind dort gut aufgearbeitet.

## Werke
Leo Ascher komponierte Operetten, Wienerlieder, Chansons in mehreren Sprachen und Filmmusik.

### Operetten

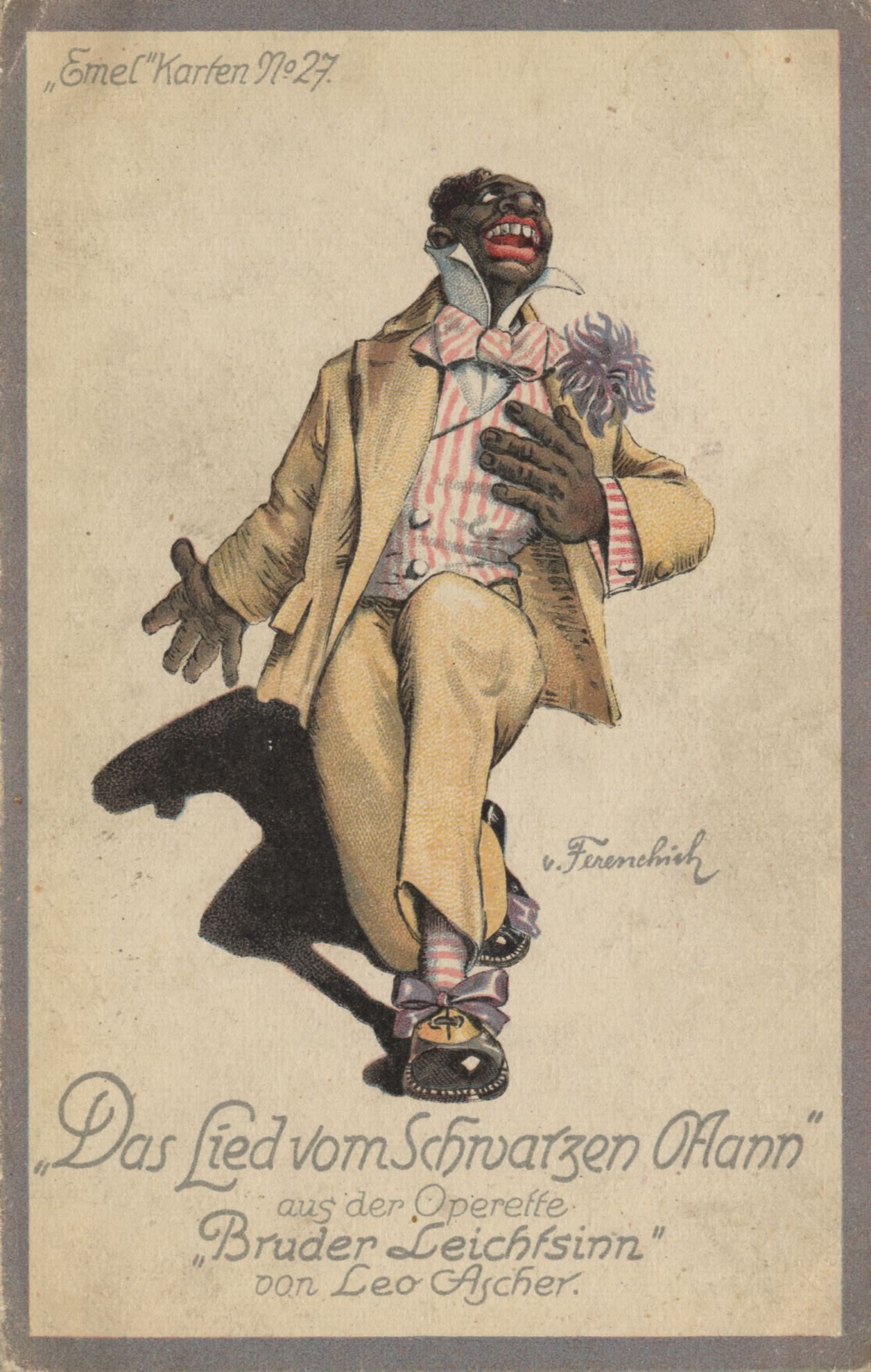
Postkarte zur Operette Bruder Leichtsinn, 1917

- Vergeltsgott (1905), T: Victor Léon (14. Oktober 1905, Theater an der Wien, Wien)
- Die Grüne Redoute (26. März 1908, Danzers Orpheum, Wien)
- Die arme Lori (1909)
- Belagerungszustand (1909), T: August Neidhart
- Vindobona, du herrliche Stadt (22. Juli 1910, Venedig in Wien)
- Der fromme Silvanus (3. November 1910, Cabaret Fledermaus, Wien), T: Fritz Löhner-Beda
- Rampsenit (1910), T: Fritz Beda-Löhner
- Das Salonfräulein (1910), T: Fritz Beda-Löhner
- Die keusche Suzanne (1910), T: Fritz Beda-Löhner
- Das goldene Strumpfband (1. Mai 1911, Etablissement Ronacher, Wien)
- Der Lockvogel (1912)
- Hoheit tanzt Walzer (24. Februar 1912, Raimund Theater, Wien), T: Julius Brammer und Alfred Grünwald
- Die goldene Hanna (4. Januar 1914, Apollo Theater, Wien)
- Was tut man nicht aus Liebe (17. Dezember 1914, Etablissement Ronacher, Wien), T: Felix Dörmann
- Botschafterin Leni (19. Februar 1915, Theater in der Josefstadt, Wien)
- Die schöne Komödiantin (1916)
- Der Soldat der Marie (1916, Berlin)
- Bruder Leichtsinn (28. Dezember 1917, Wiener Bürgertheater), T: Julius Brammer, Alfred Grünwald
- Egon und seine Frauen (1917)
- Was Mädchen träumen (1919), T: Leopold Jacobson, Robert Bodanzky
- Der Künstlerpreis (1919), T: Rudolf Österreicher, Julius Horst
- Prinzessin Friedl (1920)
- Baronesschen Sarah (1920), T: August Neidhart
- Zwölf Uhr Nachts (1920)
- Ein Jahr ohne Liebe (1923), T: Ludwig Hirschfeld, Alfred Deutsch-German
- Sonja (1925), T: Rudolf Presber; Leo Walther Stein
- Das Amorettenhaus (1926), T: Bruno Hardt, Max Steiner-Kaiser
- Ich hab dich lieb (1926), T: Wilhelm Sterk
- Ninon am Scheideweg (1926), T: August Neidhart, Arthur Rebner
- La Barberina (1928), T: Victor Léon
- Der König vom Moulin Rouge (1929), T: Julius Wilhelm, Peter Herz
- Frühling im Wienerwald (1930), T: Fritz Beda-Löhner, Fritz Lunzer
- Bravo Peggy (1932), T: Wilhelm Lichtenberg, Armin Robinson, Theodor Waldau
- Um ein bisschen Liebe (1936), T: Rudolph Lothar, Peter Herz

### Lieder und Chansons
- Aus 1000 und einer Nacht, T: Hermann Klink
- Das Gewitter, T: Detlev von Liliencron
- Das Lercherl von Hernals
- Das Puppenspiel der Marquise
- Das Soldatenkind
- Der Floh, T: Robert Blum
- Der Korporal, T: Robert Heymann
- Der neue Papa, T: Robert Heymann
- Die drei Künstler, T: Eddy Beuth
- Die fromme Herzogin, T: Robert Heymann
- Die Herzogin von Pampelona, T: Fritz Beda-Löhner
- Die kleine Marquise
- Die schöne Frau Pollak, T: Homunculus (Sigismund von Radecki)
- Die Unschuld, T: Robert Heymann
- Die Violine, T: Fritz Beda-Löhner
- L’appetit vient ein mauyeant, T: Homunculus (Sigismund von Radecki)
- So solltet ihr sein, T: Wilhelm Sterk
- Wiegenlied op. 81, T: Friedrich Werner van Oestéren

### Filme
- Der Soldat der Marie (1924), Regie: Erich Schönfelder
- Purpur und Waschblau (1931), Regie: Max Neufeld
- Mein Leopold (1931), Regie: Hans Steinhoff
- Hoheit tanzt Walzer (1935), Regie: Max Neufeld

## Ehrungen

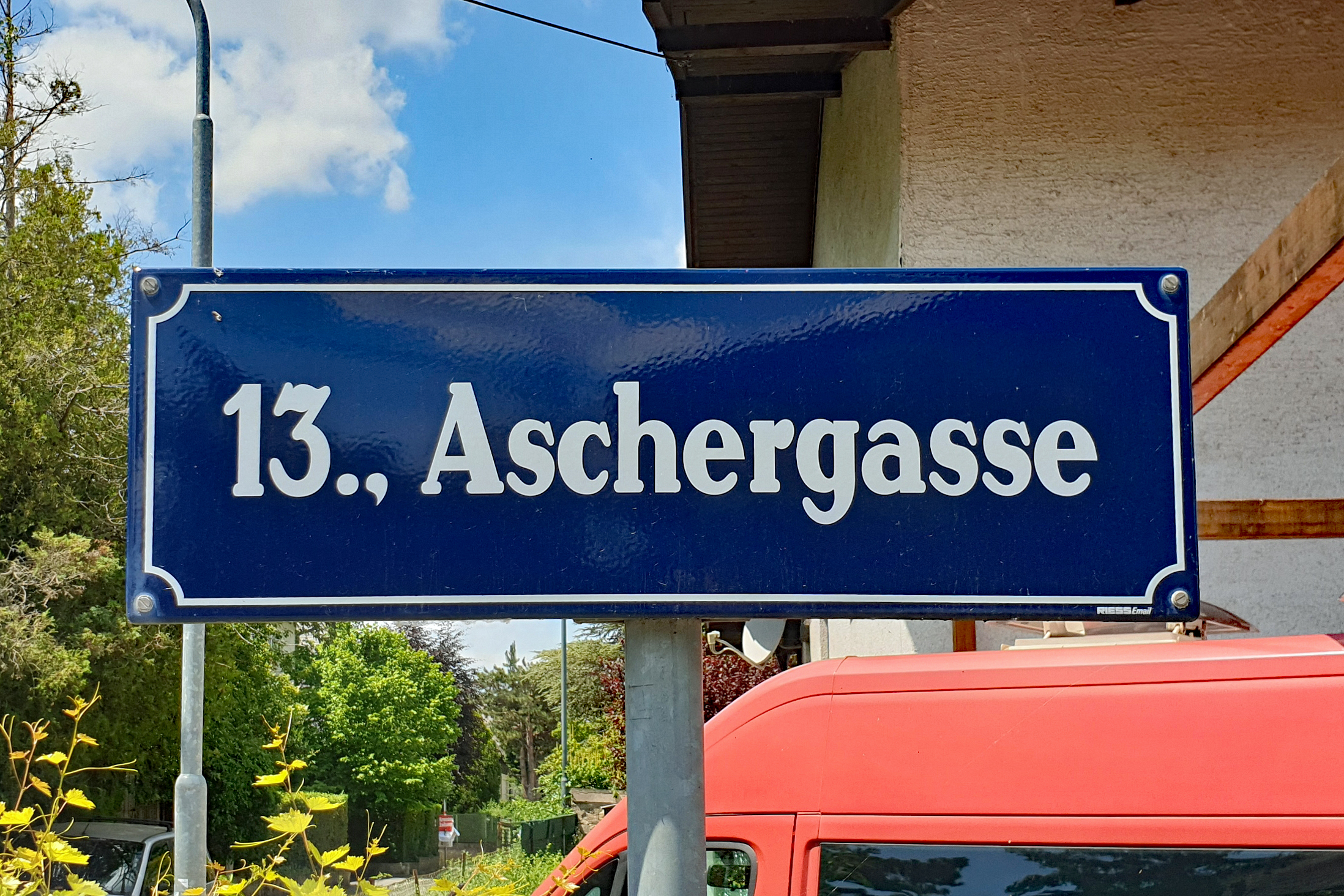
Straßenschild Aschergasse

- 1955: Aschergasse in Wien-Hietzing (13. Bezirk)